# Heterocerus subtilis
Heterocerus subtilis là một loài bọ cánh cứng trong họ Heteroceridae. Loài này được W. V. Miller miêu tả khoa học đầu tiên năm 1988.